# Монсумано Терме
Монсума̀но Тѐрме (на италиански: Monsummano Terme) е град и община в Централна Италия, провинция Пистоя, регион Тоскана. Разположен е на 20 m надморска височина. Населението на общината е 21 138 души (към 2018 г.).